# Salceda
Salceda es una localidad del municipio de Polaciones (Cantabria, España). Es un pequeño núcleo de población con solo 11 habitantes en el año 2024. Se encuentra a 1050 m s. n. m. Dista 8 kilómetros de Lombraña, la capital municipal. Celebra la festividad de Santiago el 25 de julio.

## Toponimia
La voz salce, del latín salicem, junto a otras variantes cántabras sarce, zalce y zarce, hacen referencia al sauce cenizo, Salix atrocinerea. Salceda denomina a una agrupación de estos árboles.

## Naturaleza
Como a Lombraña y Tresabuela, le afecta el Lote Bárcena y Verdugal, de caza mayor, perteneciente a la Reserva Nacional de Caza del Saja. Por el Collado de la Cruz de Cabezuela (1153 m) se pasa desde Salceda a Valdeprado (Pesaguero). Tiene un mirador que permite panorámicas sobre los Picos de Europa.

## Historia
En el Becerro de las Behetrías de Castilla (1351) aparece mencionado este lugar como perteneciente a la Merindad de Liébana y Pernía. La dependencia eclesiástica de estos lugares significó que aún en tiempos del informe de Floridablanca, el alcalde ordinario lo nombraba el obispo de Palencia.

## Arquitectura
De su patrimonio destaca la iglesia dedicada a Nuestra Señora de la Sierra (siglo XVIII), con una laude o lauda. Esto es una lápida o piedra que se pone en la sepultura, por lo común con inscripción o escudo de armas; en este caso data de la Alta Edad Media y tiene una cruz.